# Merca (Galiza)

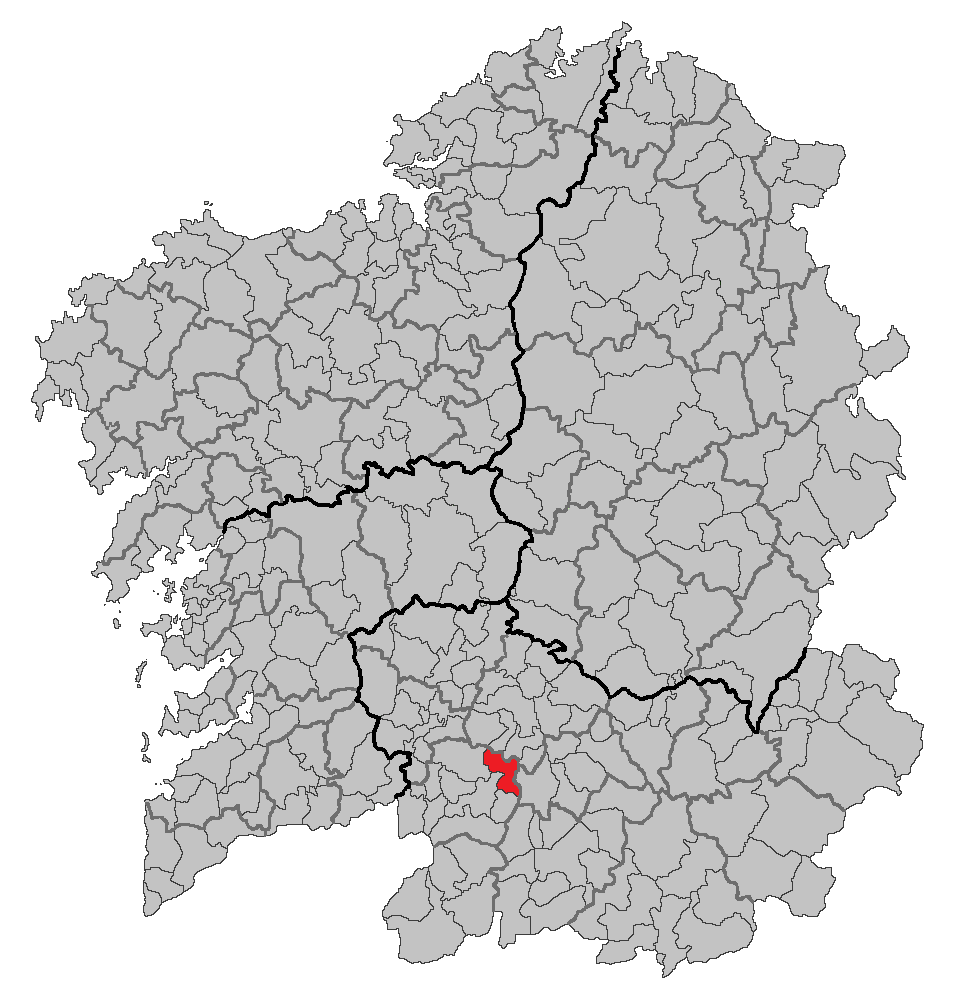
Localização da Merca na Galiza.

A Merca (em galego, A Merca; em espanhol, La Merca) é um município da Espanha na província de Ourense, comunidade autónoma da Galiza, de área 50,99 km² com população de 2269 habitantes (2007) e densidade populacional de 45,47 hab/km².

## Demografia
| Variação demográfica do município entre 1991 e 2004 | Variação demográfica do município entre 1991 e 2004 | Variação demográfica do município entre 1991 e 2004 | Variação demográfica do município entre 1991 e 2004 |
| --------------------------------------------------- | --------------------------------------------------- | --------------------------------------------------- | --------------------------------------------------- |
| 1991                                                | 1996                                                | 2001                                                | 2004                                                |
| 2747                                                | 2458                                                | 2419                                                | 2341                                                |